# Leagues Cup
A Copa das Ligas (em inglês: Leagues Cup) é uma competição continental de futebol, disputada entre equipes da Major League Soccer (MLS) e da Primera División de México (Liga MX) a fim de estabelecer a melhor equipe dentre as duas principais ligas da América do Norte. Sua primeira edição foi realizada em 2019, quando o Cruz Azul do México conquistou o título.
Na sua primeira edição, a Copa das Ligas foi um torneio eliminatório de mão única, disputado por oito equipes. Na 2ª edição, o formato foi mantido. Na 3ª edição, o torneio foi expandido para incluir todos os clubes da MLS e da Liga MX, e agora funciona como uma copa regional para a região norte-americana da CONCACAF, abrangendo Canadá, México e Estados Unidos, além disso, foi adicionado uma disputa pelo terceiro lugar valendo uma vaga na Copa dos Campeões da CONCACAF do ano seguinte.

## História
Na história, os clubes das duas ligas já haviam disputado torneios para medir suas forças. Entre 2007 e 2010 foi disputada a SuperLiga Norte-Americana torneio similar à Copa das Ligas. Há também a Copa dos Campeões, disputada em partida única entre os vencedores da MLS Cup e da Copa dos Campeões do México.
A ideia de criação da Copa das Ligas se deu para complementar o calendário dos clubes mexicanos, que haviam saído da Copa Libertadores da América.
Com a previsão de expansão da Liga dos Campeões da CONCACAF para a temporada de 2023-24, a Copa das Ligas passará a ser utilizada como meio qualificatório para equipes da América do Norte, onde seu campeão se classificará para a fase de grupos.

## Campeões
Sistema com disputa de 3° lugar

### Títulos por equipe
| Clube              | Títulos  | Vices    | Semifinais     | Aprov. |
| ------------------ | -------- | -------- | -------------- | ------ |
| Cruz Azul          | 1 (2019) | 0        | 0              | 100%   |
| León               | 1 (2021) | 0        | 0              | 100%   |
| Inter Miami        | 1 (2023) | 0        | 0              | 100%   |
| Columbus Crew      | 1 (2024) | 0        | 0              | 100%   |
| Tigres UANL        | 0        | 1 (2019) | 0              | 0%     |
| Seattle Sounders   | 0        | 1 (2021) | 0              | 0%     |
| Nashville SC       | 0        | 1 (2023) | 0              | 0%     |
| Los Angeles FC     | 0        | 1 (2024) | 0              | 0%     |
| Philadelphia Union | 0        | 0        | 2 (2023, 2024) | —      |
| América            | 0        | 0        | 1 (2019)       | —      |
| LA Galaxy          | 0        | 0        | 1 (2019)       | —      |
| Pumas              | 0        | 0        | 1 (2021)       | —      |
| Santos Laguna      | 0        | 0        | 1 (2021)       | —      |
| Monterrey          | 0        | 0        | 1 (2023)       | —      |
| Colorado Rapids    | 0        | 0        | 1 (2024)       | —      |

### Títulos por país
| País           | Títulos | Vices | Aprov. | Clubes campeões |
| -------------- | ------- | ----- | ------ | --------------- |
| Estados Unidos | 2       | 3     | 40,0%  | 2               |
| México         | 2       | 1     | 66,7%  | 2               |